# Берзинг, Михаил Игоревич
Михаил Игоревич Берзинг (6 июля 1955, Ленинград — 19 марта 2020, Москва) — российский художник, живописец.

## Биография
Михаил Берзинг родился в 1955 году в Ленинграде. В 1978 году поступил в Санкт-Петербургский государственный академический институт живописи, скульптуры и архитектуры им. Репина (мастерская монументальной живописи А. А. Мыльникова) и в 1983 окончил его, дипломная работа «Петр I — основатель российского флота».
С 1984 г. активно участвовал в молодёжных, московских, республиканских и всесоюзных выставках.
С 1987 года он стипендиат и с 1989 г член Союза Художников Советского Союза, Ленинградское отделение
В 1989 г. был в творческой командировке на Байкале, в Туве и в Венгрии, в 1991 — во Франции (Сов, Гар, Окситания) и Германии (Дюссельдорф).
В 1990-е годы активно сотрудничал с художественными галереями в Москве («Сарт», «Марс» и др.), Санкт-Петербурге («Анна» и др.), Харькове («Вернисаж»)
Михаил Берзинг умер в 2020 году в Москве. Прах захоронен на Охтинском кладбище в Санкт-Петербурге.

## Выставки
Произведения Михаила Берзинга можно было увидеть на художественных выставках в СССР и России («Мир и молодежь», 1988, ЦДХ; всесоюзная выставка произведений молодых художников «Молодость страны» ЦДХ, 1989; персональная выставка в выставочном зале журнала «Юность», Москва, 1990), в Бразилии, Китае, Франции (Сов, Гар, Окситания, 1991), Венгрии, Германии («Без границ», Дюссельдорф, 1991) и США.
В 2011-12 г.г. работа Михаила Беринга «Переход» экспонировалась в рамках Четвёртой тематической экспозиции коллекции Московского музея современного искусства «Искусство есть искусство есть искусство» (Петровка 25, 25 ноября, 2011 — 29 июля, 2012).
Посмертные выставки. В конце 2020 года триптих Михаила Берзинга «Дома и солнце» поступил в коллекцию Калининградского областного музея изобразительных искусств и занял центральное место на тематической выставке «Мир за окном» (февраль 2021 г.)
В это же время «Стенной проем» (диптих) и «Пустая клетка» были показаны в рамках Юбилейного выставочного проекта «110 лет. Музей во времени» Вятского художественного музея им. В.М. и А. М. Васнецовых.
Эти работы были написаны в конце 80-х во Всесоюзном Доме творчества «Сенеж» и отобраны комиссией СХ для участия во Всесоюзных выставках. Они были показаны на нескольких выставках, но дальнейшая их судьба была неясна. Как только коллекция бывшей Конфедерации (до 1992 года — собрание Союза художников СССР) оказалась в ведении Министерства культуры РФ (2017 г.), она была каталогизирована и объекты стали передаваться региональным музеям.

## Местонахождение работ

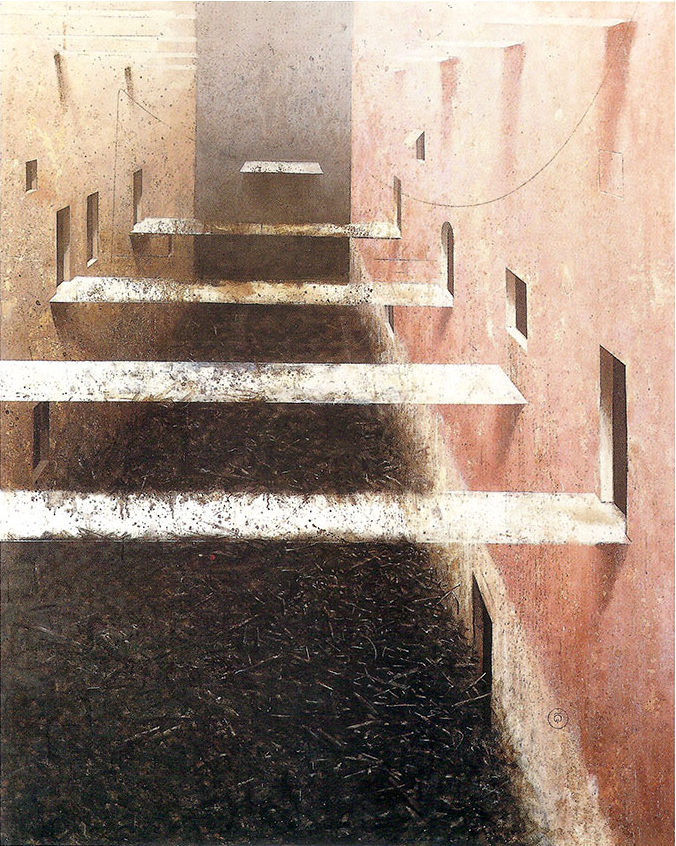
Переход. 1989, холст, масло, 200х160, местонахождение: Московский музей современного искусства

Работы находятся в многочисленных музеях и частных собраниях всего мира — в Московском музее современного искусства, Вятском художественном музее имени В.М. и А. М. Васнецовых, Калининградском областном музее изобразительных искусств, Нью-Йоркской галерее Еврейского искусства, частных коллекциях в Турку (Финляндия), Дюссельдорфе (Германия), Филадельфии, Sauve (Occitanie, France) (Франция), Москве, Санкт-Петербурге, Харькове.

## Творчество
Ранние работы Михаила Берзинга некоторые исследователи связывают с гиперреализмом, что представляется ошибочным. Сам художник считал себя постконцептуалистом: ассоциативность, жесткая логика построений, элемент интриги… Вначале рождается идея («несуществующий и чисто пластический момент»), затем к ней присоединяется интуиция — и создается среда, рождается парадокс. Михаил признается: «Делаю то, что мне непонятно». «Создание нового доступно не интеллекту, а только инстинкту игры, который действует из внутренней необходимости. Творческий разум играет с тем, что любит» (К. Юнг). Михаил «играет», создавая картины, и нас вовлекает в свою новую реальность, ошеломляет и обескураживает.
Мы видим продуманную композицию и каллиграфический ритм, который Берзинг создает, используя объёмы и линии, предметы и поверхности, текстуры и материалы, тени и отражения. Они аранжированы как музыкальные ноты. Текстуры и материалы на его картинах переданы иллюзионистски; кирпич, стекло, камень, дерево, бумага, металл, стены и булыжники с многочисленными зазубринами, царапинами и трещинами, пятнами краски и ржавчины. Это создается за счет особой фактуры красочного слоя, сочетания пастозности и лессировок, тени и света.
Михаил Берзинг смог установить в своих картинах тонкое равновесие между абстракцией и реальностью, что особенно прослеживается в его поздних работах («Набережная Мойки». 2009, «Набережная Фонтанки», 2009).
Художнику присущи не только эйдетическая память, но и ярко выраженное эйдетическое мышление и (от др.-греч. εἶδος — ментальный образ, визуальное мышление). Его способ осмысления своих картин и способ их коммуникации отчетливо визуальный, не литературный, не нарративный.
В последние годы жизни Михаил Берзинг много занимался графикой и т. н. метафизической фотографией.

## Цитаты
- «… Михаил Берзинг считал себя концептуалистом, так как основой для создания произведения у него была идея. Он говорил, что произведением искусства может быть все — важно, какой смысл ты в это вкладываешь. Конечно он использовал элементы гиперреализма, т.к очень любил передачу фактур различных предметов, и руководствовался при этом своей удивительной зрительной памятью, а не фотоматериалами. Даже приближаясь к реализму, он всегда отсекал все лишнее, искал пластическое решение, создавая запоминающийся, четкий образ. Например, в „Дома и солнце“ отражение домов в будке, конечно же, не соответствует действительному, а создает свой особый микромир домов, окруживших фигуру в будке и вступивших с ней в особое взаимодействие.. В последующих его работах условность в передаче отдельных объектов ещё более заметна, фактурный реализм сочетается с образностью и некоторой абсурдностью увиденного. Человек исчезает из его картин, разнообразные пространства заполняют их, усиливая чувство одиночества и своими узнаваемыми фактурами затягивают смотрящего в новую почти метафизическую сущность» — Н. Н. Милардович, 2020.
- "… Пронзительный полет и вертикальное приземление. Таково впечатление от картин Михаила Берзинга. Летишь, приземляешься на плоскость, бродишь по ней, ныряешь в аккуратно вырезанный проем. Рассекаемое пространство издает резкие металлические звуки. Возникает трагическое ощущение пустоты. Побродив по сочленению горизонтальных серых, желтоватых, розовеющих плоскостей, садишься на край бездны, болтаешь ногами. Потом полет. Дух захватывает от одиночества («Фрагмент ландшафта»). — В. Липатов, 1991[2].
- «… У Михаила Берзинга сильно пластическое решение. Через сопоставление объемных элементов он создает увлекательные характерные картины, которые с одной стороны чаруют своеобразием синтеза неясного и тайного, с другой стороны располагающее логичны и конструктивны. Каждая (любая) острая и неожиданная художественная идея должна реализоваться в активную и многомерную форму. Скрещивание традиций в живописи Берзинга придает особый характер глубоко персональной аранжировке и индивидуальному мироощущению. Именно в этих свойствах заключается особая привлекательность его произведений. … В его точно задуманных композициях сконцентрирована нервная энергия. Трудно оторваться от его картин — в самом деле более длительное, так сказать бесконечное созерцание вызывает в душе настроение, побуждающее к медитации. Художник настаивает на присоединении зрителя к опасной игре с представлениями ограниченности бытия. Бесконечное пространство и маленькая ячейка, одиночество и широкий мир — эти и другие архетипы человеческого сознания становятся наглядными при рассматривании произведений Берзинга…» — Grenzenlos. Drei Kunstler aus Leningrad in Dusseldorf, 1991, пер. с нем.

## Галерея

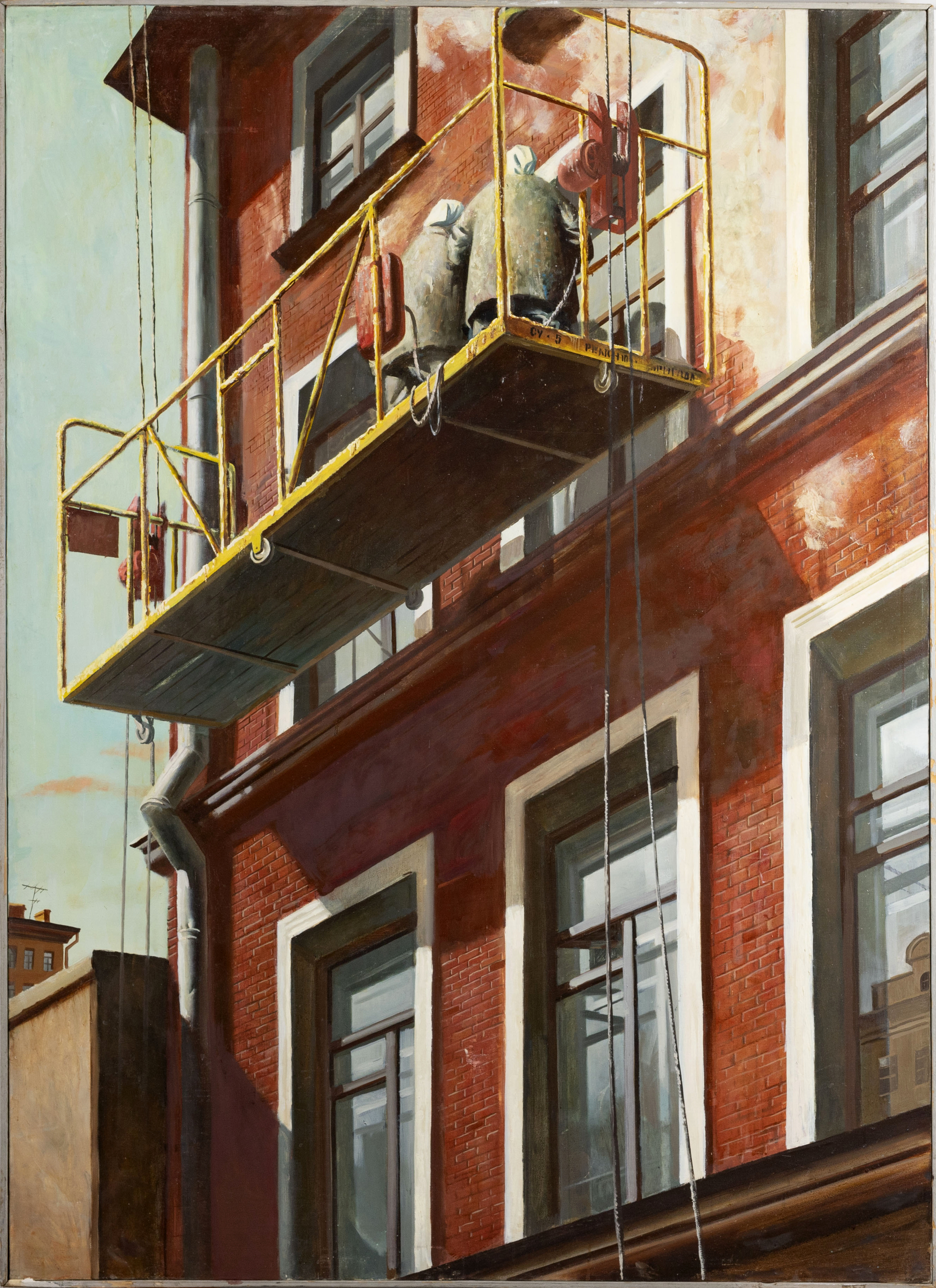
Дома и солнце. Левая часть триптиха. 1987
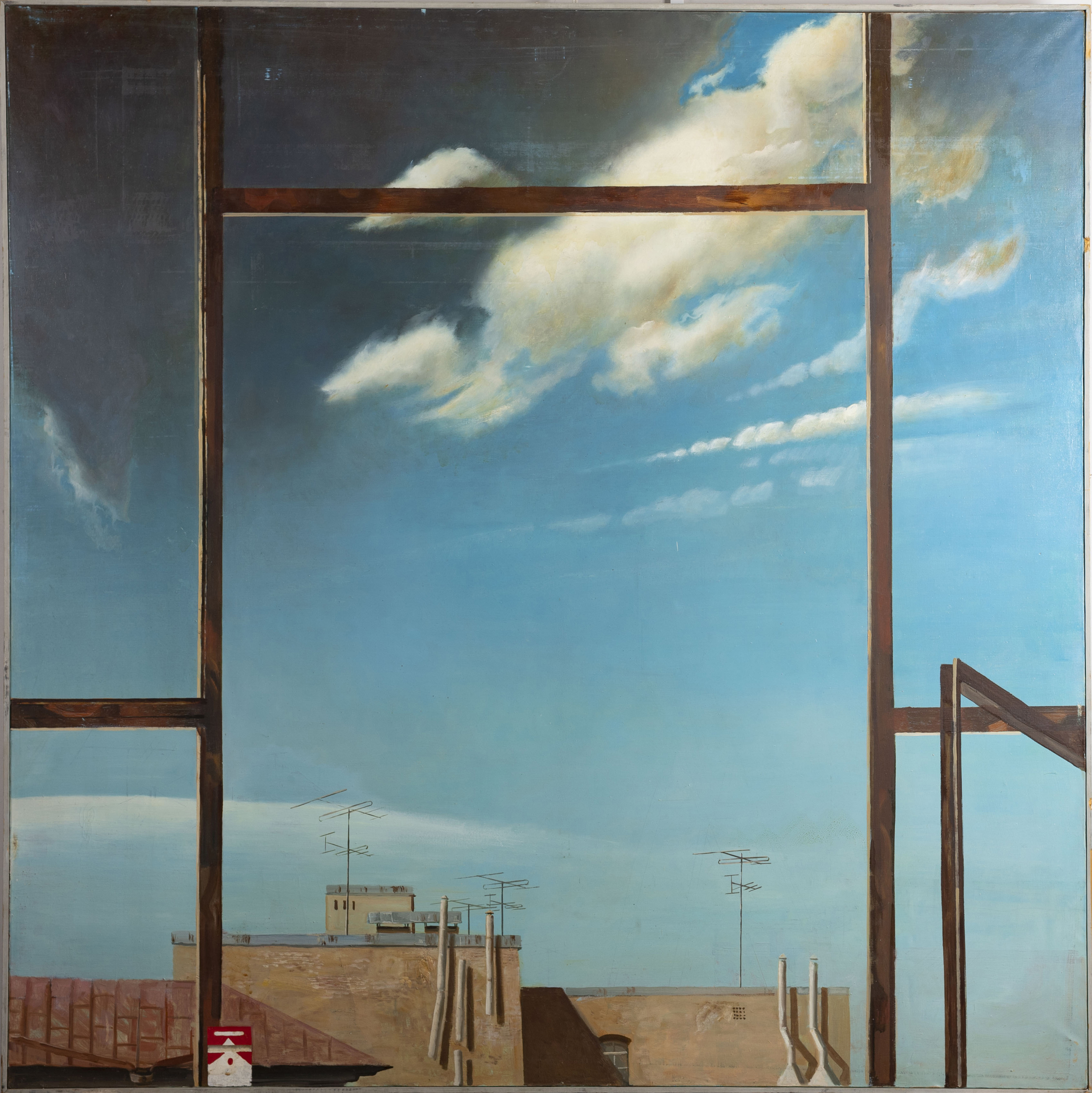
Дома и солнце. Центральная часть триптиха. 1986
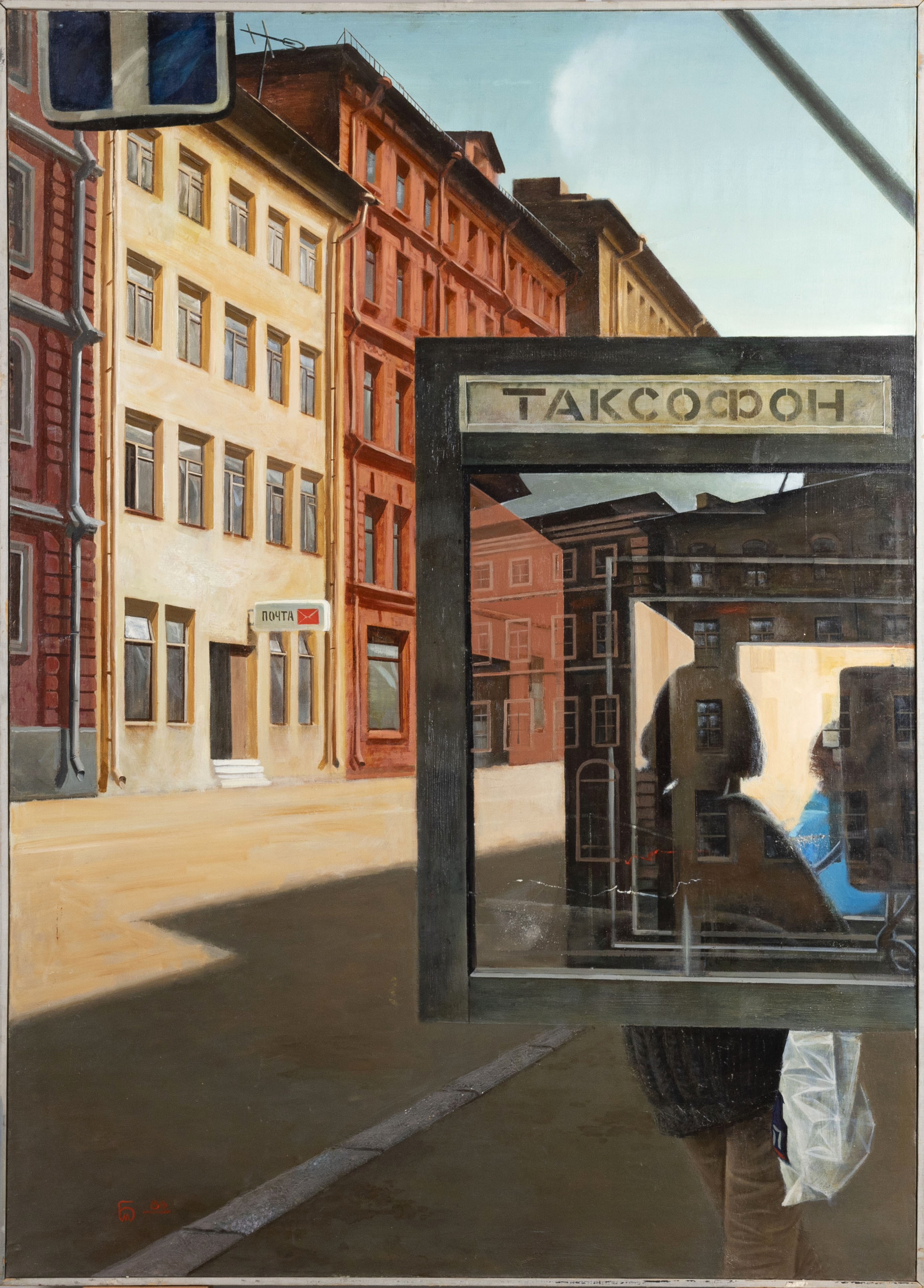
Дома и солнце. Правая частьтриптиха. 1987
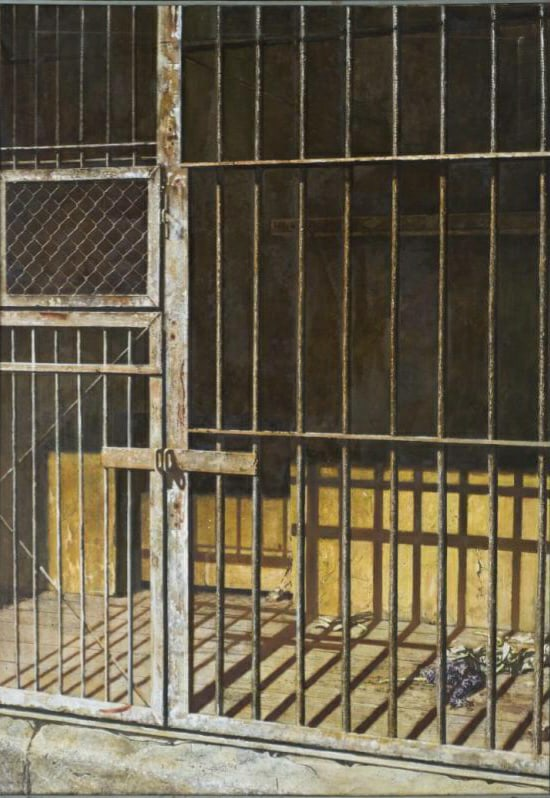
Пустая клетка. 1986
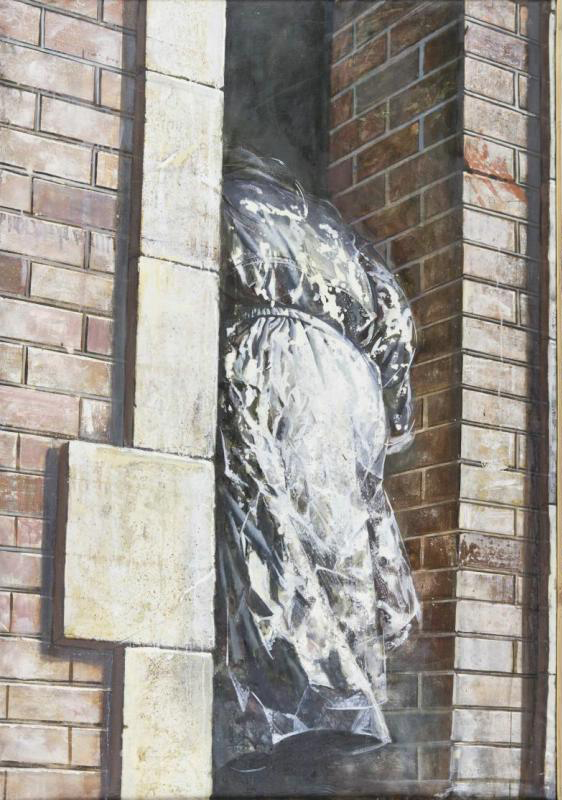
Стенной проем, диптих (левая часть). 1988
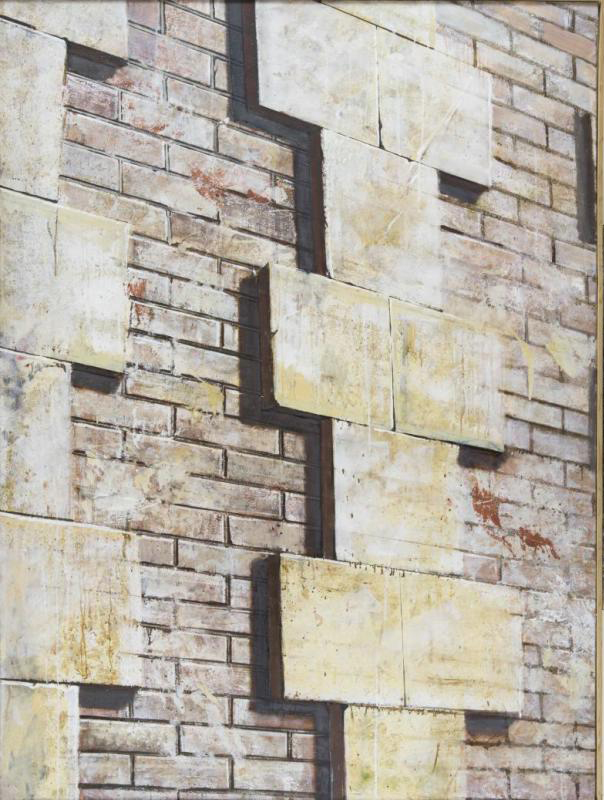
Стенной проем, диптих (правая часть). 1988
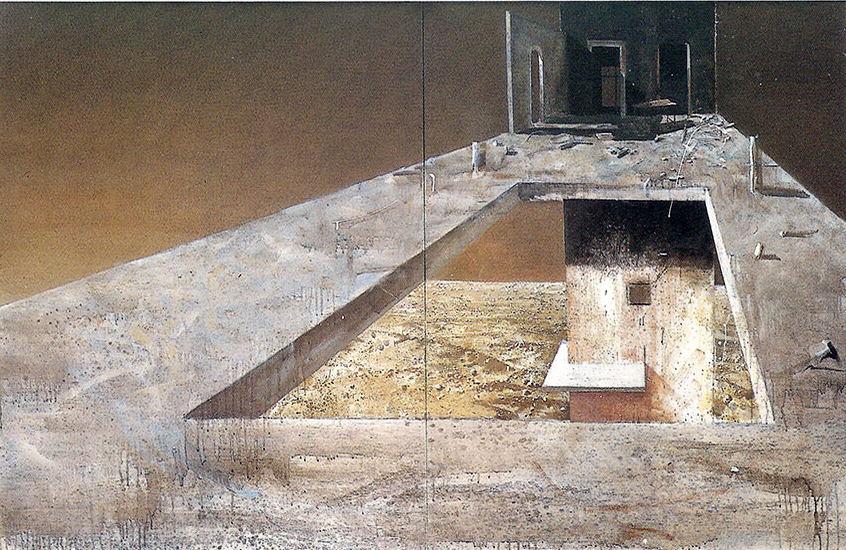
Фрагмент пейзажа. 1990
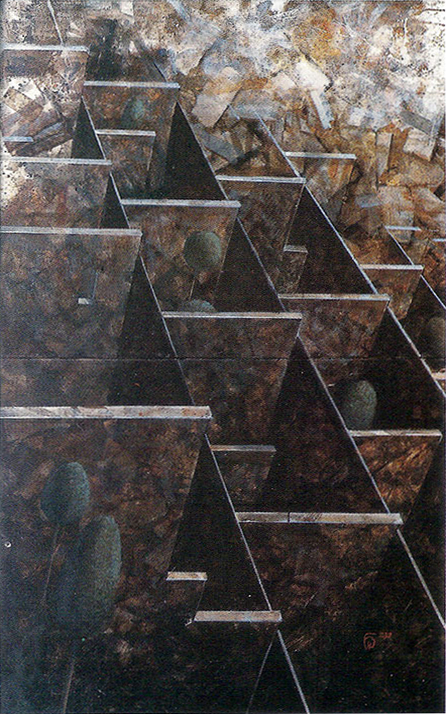
Среда обитания. 1990
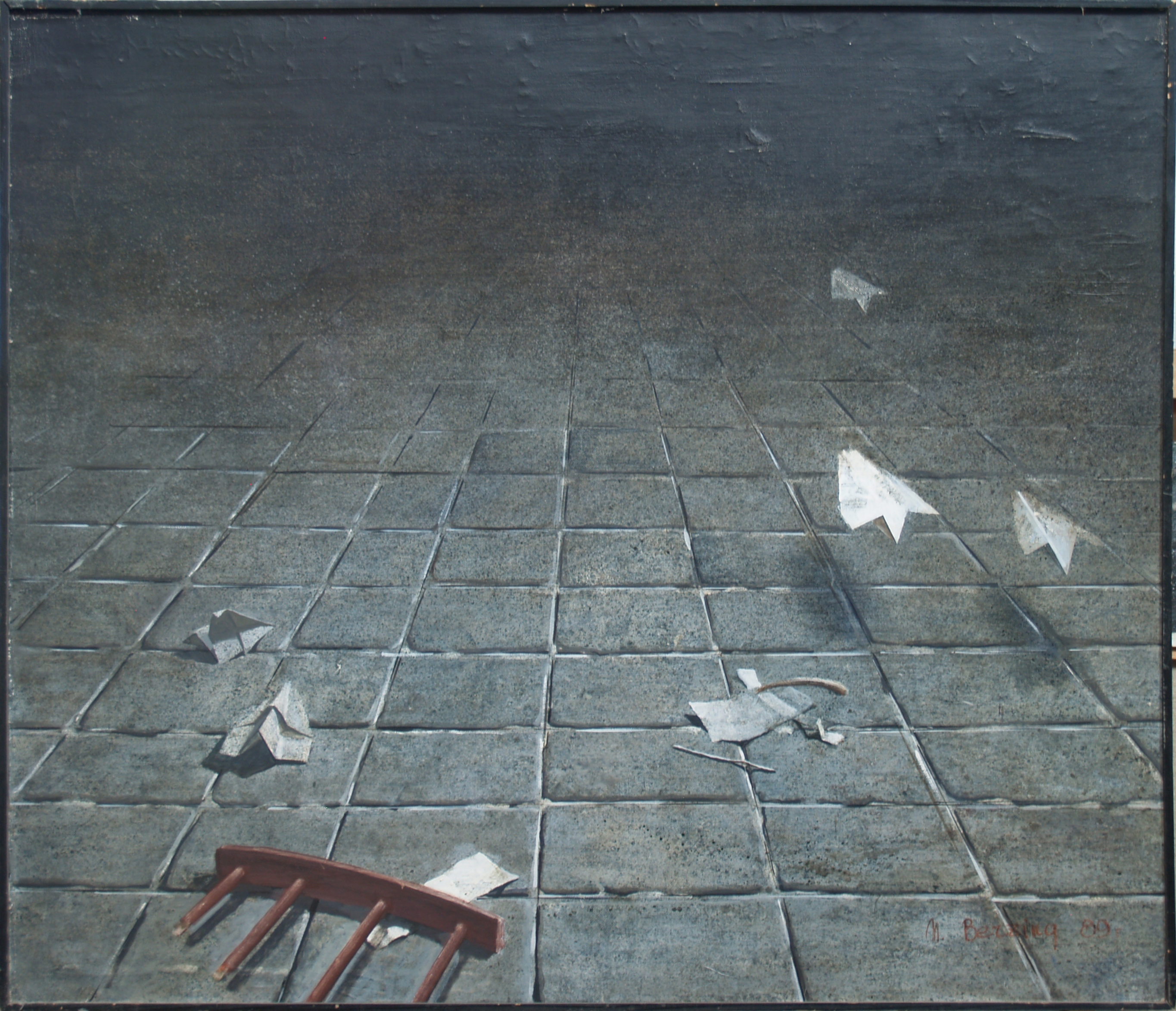
Падение самолёта II. 1990
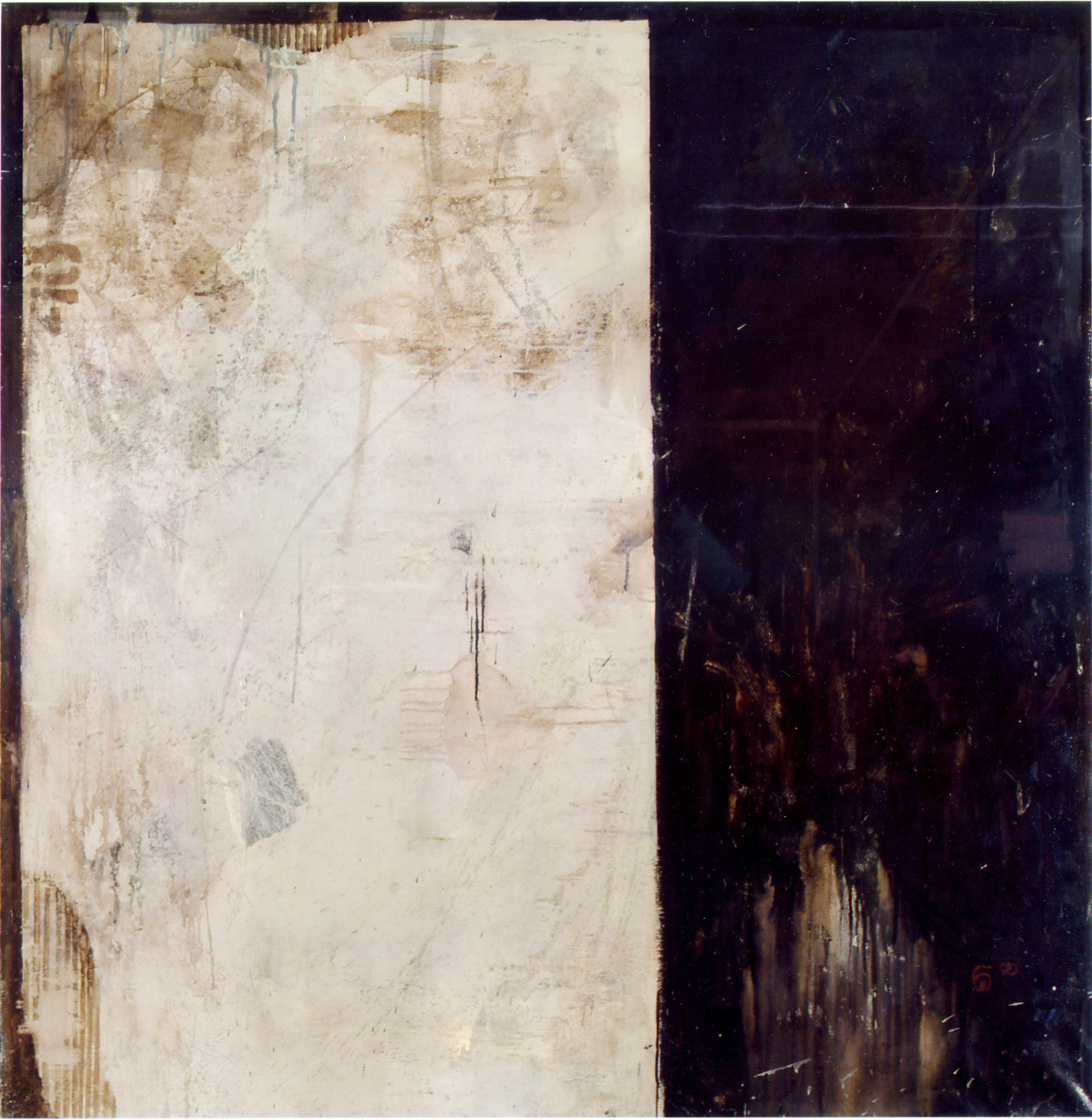
Отношение. 1990
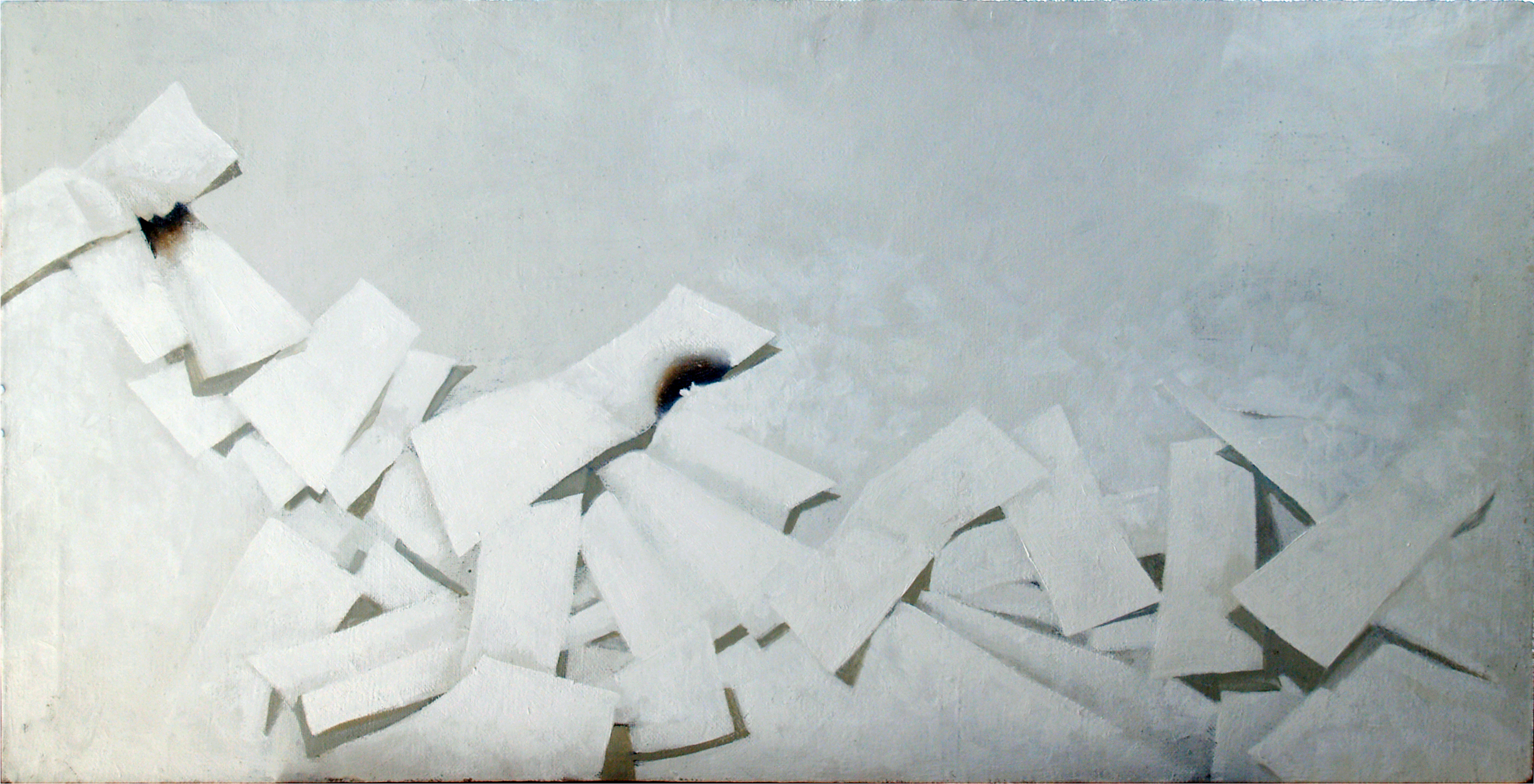
Структура. 1993
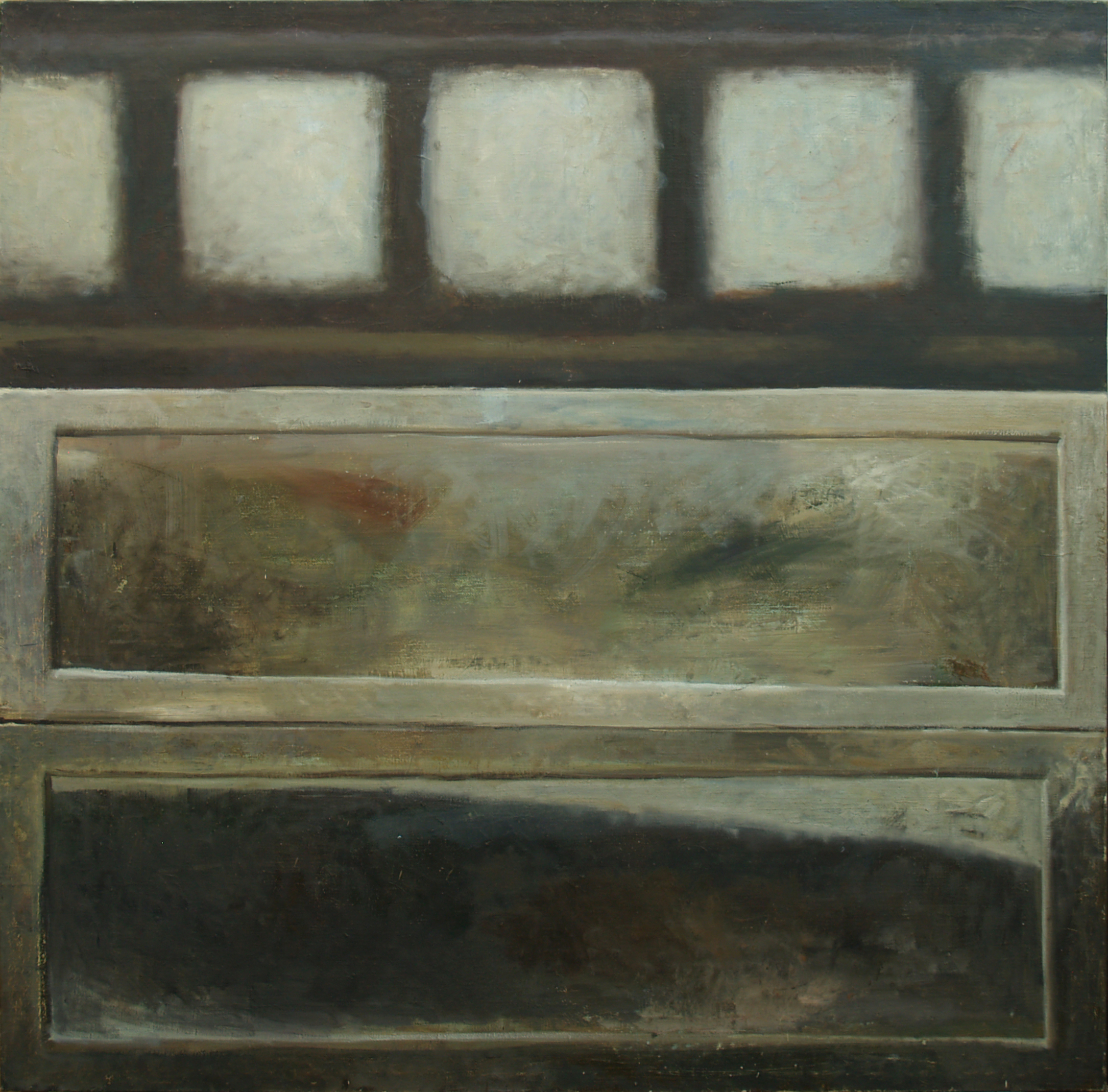
Композиция-III. 1995
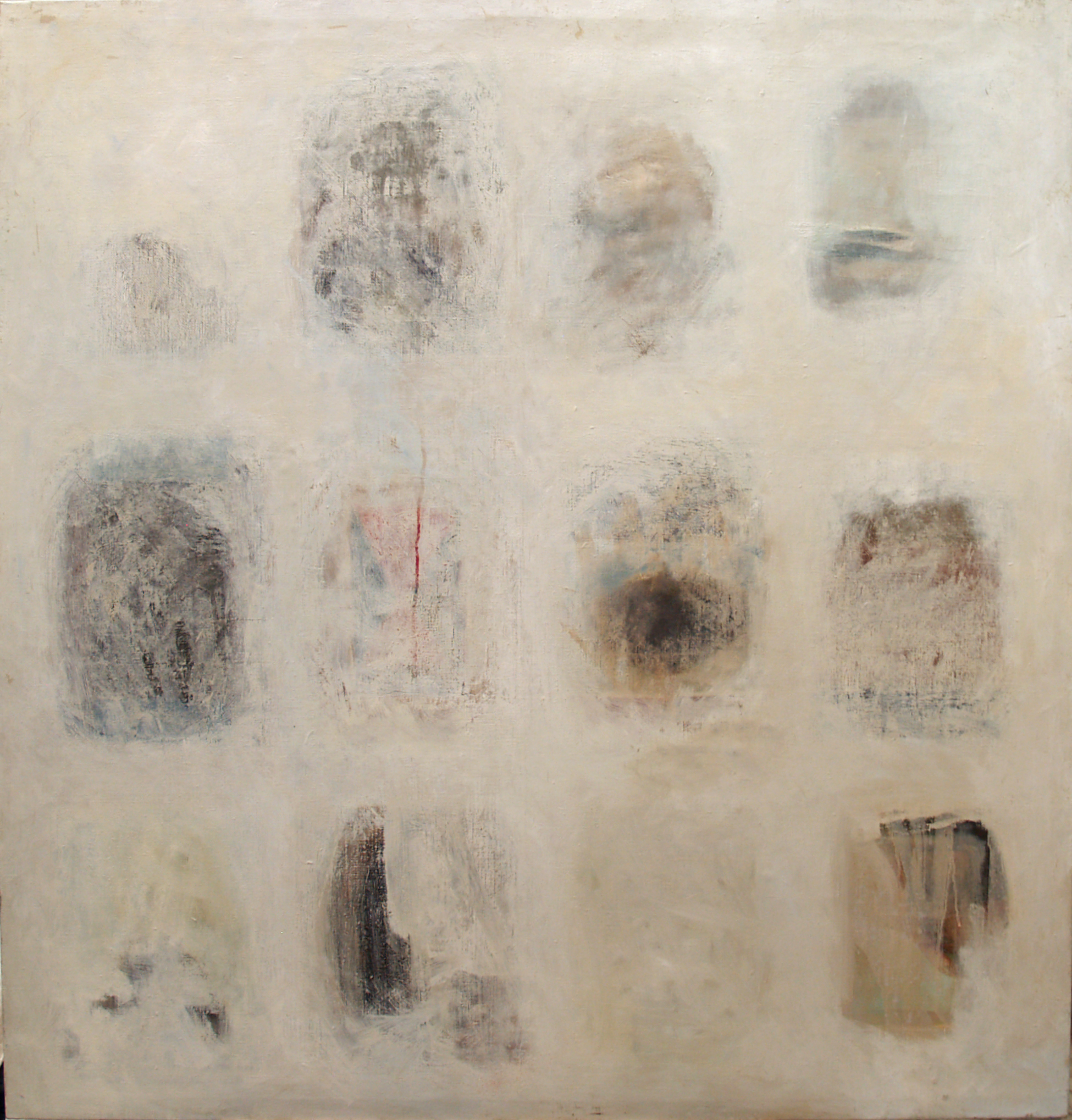
Фрагменты-III. 1995
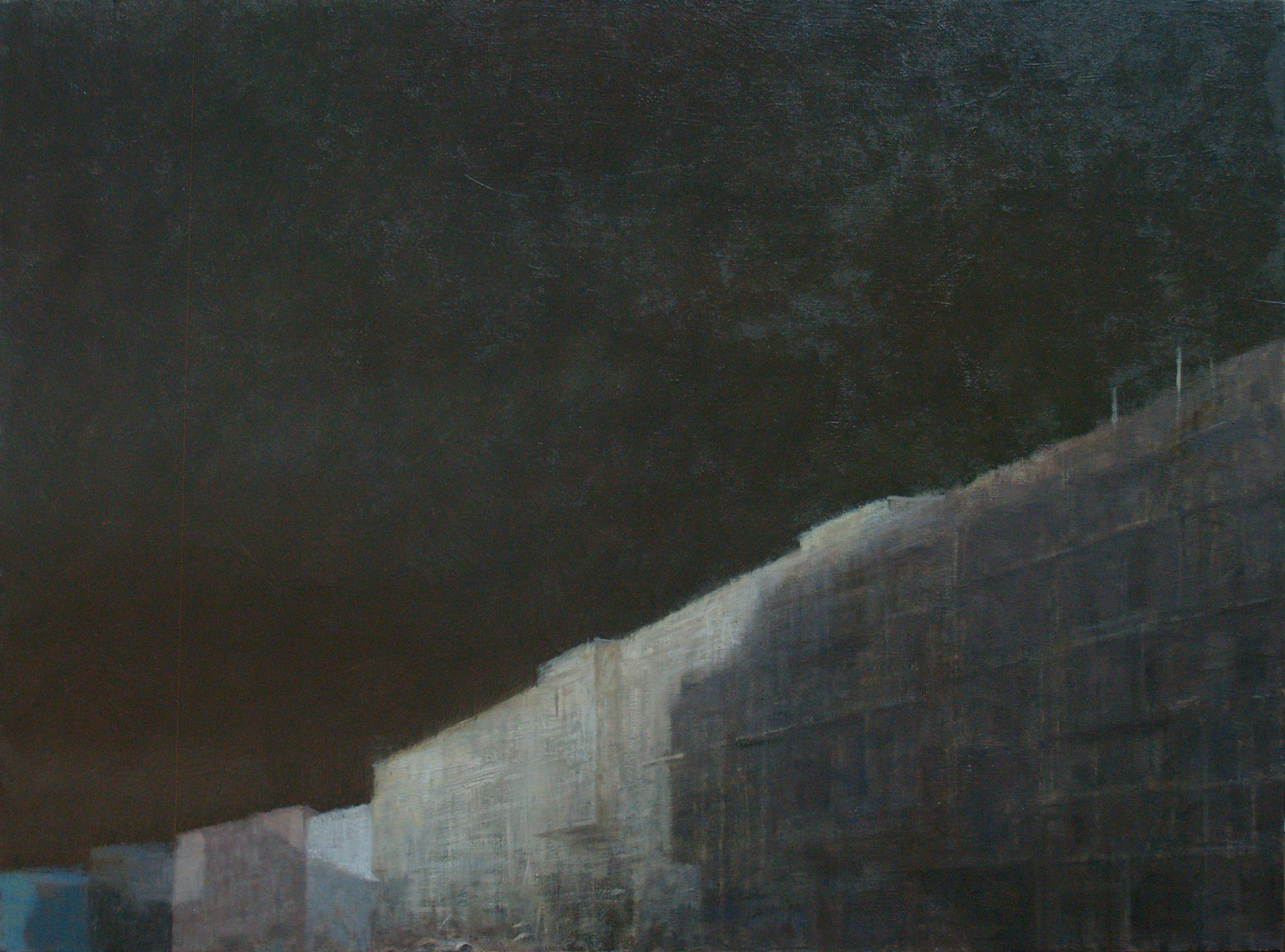
Набережная Мойки. 2009
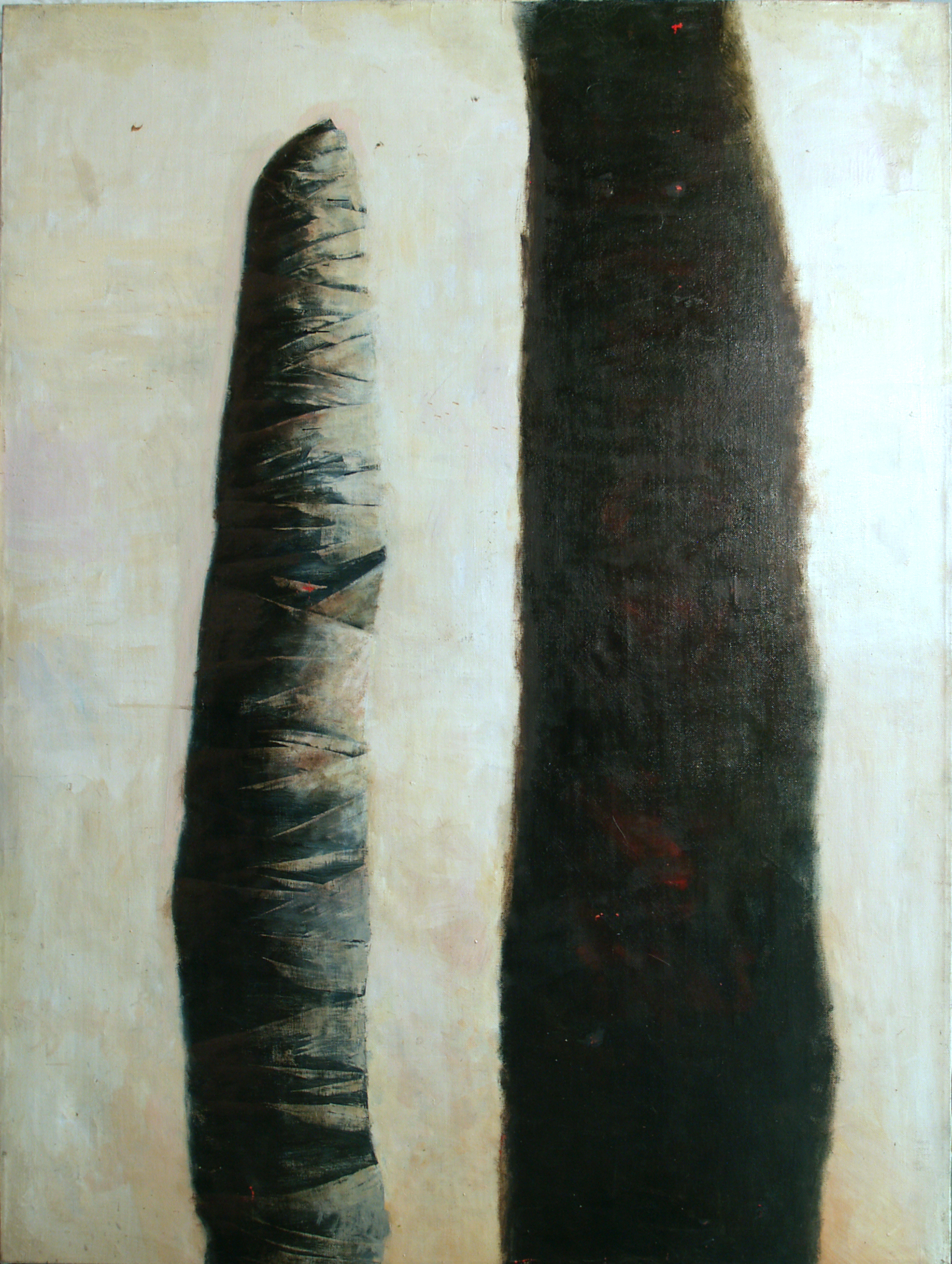
Отношение - II. 2009
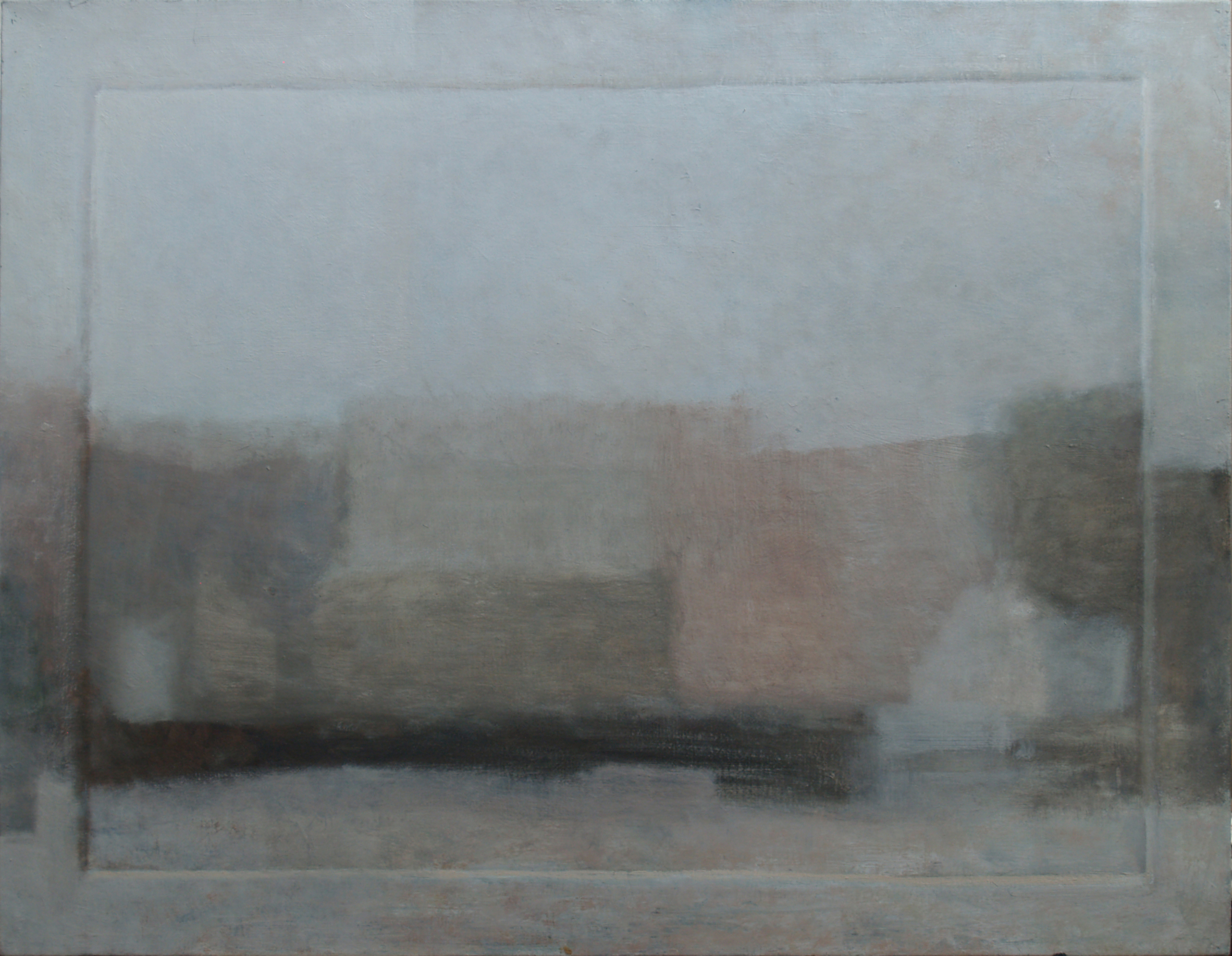
Набережная Фонтанки, 2009